# 达塘乡
达塘乡，是中华人民共和国西藏自治区那曲市比如县下辖的一个乡镇级行政单位。

## 行政区划
达塘乡下辖以下地区：
玛擦村、玛隆村、卡孜村、卡孜庆村、阿秀村、朗钦村、列玛村、拉硅村、森塘村、夏普库村、达孜村、阿邦村、童莫村、喇嘛隆村、玛热村、波庆村、拉嘎村、耐普村、杰囊村、杰朵村、优囊村、达宗村、宗朋村和塘连村。